# Perizoma apiceflava
Perizoma apiceflava là một loài bướm đêm trong họ Geometridae.